# Емі Боутелл
Емі Боутелл (англ. Amy Bowtell; нар. 16 вересня 1993, Дублін) — ірландська тенісистка, колишня ірландська тенісистка №1. Її найвищий рейтинг WTA в одиночному розряді - № 381.  Її кар’єра в парному розряді - № 450.  Боутелл виграла десять професійних титулів, п'ять одиночних та п'ять парних титулів у Жіночому турі ITF. З 2009 року вона є членом збірної Ірландії у Кубку Fed Cup. 

## Особисте життя
Боутелл виросла, граючи в тенісному клубі Грейстонс Co. Віклоу.  На даний момент Боутелл тренує Гаррі Кейхілл. 

## Основні моменти кар’єри
На сьогоднішній день Емі дійшла до семи фіналів ITF в одиночному розряді, її першим став турнір на суму 10 000 доларів США, який відбувся в Чизіку, Велика Британія, 1 серпня 2010 року. У фіналі Емі програла Тарі Мур 3–6, 4–6. 19 лютого 2012 року вона виграла свій перший титул ITF, вигравши турнір у $ 10 000, який відбувся в Таллінні, Естонія, проти Поліни Виноградової 7–6, 6–4.  Вона виграла свій другий титул у квітні 2014 року, вигравши ще один турнір у 10 000 доларів, на цей раз у Шарм-Ель-Шейху, Єгипет. 

## Фінал ITF

### Одиночний розряд: 10 (5–5)
| Турніри $100 000 |
| Турніри $75 000  |
| Турніри $50 000  |
| Турніри $25 000  |
| Турніри $15 000  |
| Турніри $10 000  |

| Результат   | №  | Дата                 | Турнір                      | Поверхня | Суперниця                | Рахунок                   |
| ----------- | -- | -------------------- | --------------------------- | -------- | ------------------------ | ------------------------- |
| Друге місце | 1. | 1 серпня 2010 р.     | Чизік, Велика Британія      | Хард     | Тара Мур                 | 3–6, 4–6                  |
| Друге місце | 2. | 22 січня 2012 р.     | Саттон, Велика Британія     | Хард (i) | Річель Хогенкамп         | 3–6, 2–6                  |
| Переможець  | 1. | 19 лютого 2012 р.    | Таллінн, Естонія            | Хард (i) | Поліна Виноградова       | 7–6 (7–5), 6–4            |
| Друге місце | 3. | 27 січня 2013 р.     | Престон, Велика Британія    | Хард (i) | Тара Мур                 | 6–7, 1–6                  |
| Друге місце | 4. | 28 квітня 2013 р.    | Іракліон, Греція            | Килим    | Валентіні Грамматікопулу | 3–6, 4–6                  |
| Переможець  | 2. | 27 квітня 2014 р.    | Шарм-Ель-Шейх, Єгипет       | Хард     | Кеті Боултер             | 6–7 (5–7), 6–0, 7–6 (8–6) |
| Друге місце | 5. | 8 червня 2014 р.     | Шарм-Ель-Шейх, Єгипет       | Хард     | Кадар Олени-Теодори      | 3–6, 3–6                  |
| Переможець  | 3. | 27 жовтня 2014 р.    | Лафборо, Велика Британія    | Хард (i) | Шеразад Рейкс            | 6–7, 6–1, 7–6             |
| Переможець  | 4. | 10 листопада 2014 р. | Гельсінкі, Фінляндія        | Хард (i) | Тесс Суньйо              | 6–2, 6–3                  |
| Переможець  | 5. | 1 лютого 2015 р.     | Сандерленд, Велика Британія | Хард (i) | Марта Сироткіна          | 6–4, 6–3                  |

### Парний розряд: 8 (5–3)
| Результат   | №  | Дата                | Турнір                      | Поверхня  | Партнерка      | Суперниці                          | Рахунок        |
| ----------- | -- | ------------------- | --------------------------- | --------- | -------------- | ---------------------------------- | -------------- |
| Переможець  | 1. | 11 червня 2011 р    | Амаранте, Португалія        | Хард      | Ясмін Кларк    | Катаріна Негрін Констанція Сібілле | 6–2, 6–3       |
| Переможець  | 2. | 11 серпня 2011 р    | Хіхон, Іспанія              | Хард      | Люсі Браун     | Аманда Каррерас Андреа Гаміз       | w/o            |
| Переможець  | 3. | 20 січня 2012 року  | Саттон, Велика Британія     | Хард      | Квірін Лемуан  | Еліксан Лехімія Ірина Раміалісон   | 7–6 (7–5), 6–3 |
| Переможець  | 4. | 24 лютого 2012 року | Гельсінгборг, Швеція        | Килим (i) | Квірін Лемуан  | Матильда Гамлін Валерія Осадченко  | 6–3, 6–4       |
| Друге місце | 1. | 29 квітня 2012 р    | Борнмут, Велика Британія    | Глина     | Люсі Браун     | Каролін Деніелс Деяна Райковіч     | 4–6, 3–6       |
| Переможець  | 5. | 18 серпня 2012 року | Мідделькерке, Бельгія       | Хард      | Саманта Мюррей | Стеффі Дистельманс Магалі Кемпен   | 6–3, 6–3       |
| Друге місце | 2. | 24 березня 2013 р   | Сандерленд, Велика Британія | Хард      | Люсі Браун     | Гільда Меландер Сандра Рома        | 0–6, 3–6       |
| Друге місце | 3. | 27 жовтня 2014 року | Лафборо, Велика Британія    | Хард (i)  | Люсі Браун     | Мартіна Боречка Шеразад Ре         | 3–6, 2–6       |

## Кубок ФРС

### Одиночні виступи (11–8)
| Кубок                           | Коло | Дата              | Проведення | Покриття | Суперниця                   | В/П     | Рахунок            |
| ------------------------------- | ---- | ----------------- | ---------- | -------- | --------------------------- | ------- | ------------------ |
| 2009 Europe/Africa Zone         | RR   | 21 квітня 2009 р. | Алжир      | Хард     | Аміра Бенаісса              | Виграш  | 1–6, 6–2, 6–1      |
| 2009 Europe/Africa Zone         | RR   | 22 квітня 2009 р. | Греція     | Хард     | Елені Даніліду              | Програш | 2–6, 2–6           |
| 2009 Europe/Africa Zone         | RR   | 23 квітня 2009 р. | Фінляндія  | Хард     | Пія Суомалайнен             | Програш | 5–7, 4–6           |
| 2009 Europe/Africa Zone         | RR   | 25 квітня 2009 р. | Мальта     | Хард     | Стефані Салліван            | Виграш  | 6–4, 6–1           |
| 2010 Europe/Africa Zone         | RR   | 22 квітня 2010 р. | Мальта     | Глина    | Елейн Дженовезе             | Виграш  | 6–3, 2–6, 6–3      |
| 2010 Europe/Africa Zone         | RR   | 22 April 2010     | Марокко    | Глина    | Надя Лаламі                 | Програш | 2–6, 0–6           |
| 2010 Europe/Africa Zone         | RR   | 23 квітня 2010 р. | Алжир      | Глина    | Асія Гало                   | Програш | 6–0, 6–7(5–7), 1–6 |
| 2011 Europe/Africa Zone         | RR   | 2 травня 2011 р.  | Молдова    | Глина    | Даніела Чобану              | Виграш  | 6–0, 6–2           |
| 2011 Europe/Africa Zone         | RR   | 3 травня 2011 р.  | Норвегія   | Глина    | Емма Флуд                   | Виграш  | 6–2, 6–2           |
| 2011 Europe/Africa Zone         | RR   | 4 травня 2011 р.  | Єгипет     | Глина    | Магі Азіз                   | Виграш  | 6–4, 6–3           |
| 2011 Europe/Africa Zone         | RR   | 6 травня 2011 р.  | Туніс      | Глина    | Унс Джабір                  | Програш | 2–6, 3–6           |
| 2012 Europe/Africa Zone         | RR   | 16 квітня 2012 р. | Мальта     | Глина    | Розанна Дімех               | Виграш  | 6–0, 6–2           |
| 2012 Europe/Africa Zone         | RR   | 18 квітня 2012 р. | Марокко    | Глина    | Надя Лаламі                 | Програш | 5–7, 1–6           |
| 2012 Europe/Africa Zone         | RR   | 19 квітня 2012 р. | Вірменія   | Глина    | Ані Амірагян                | Програш | 4–6, 4–6           |
| 2012 Europe/Africa Zone         | RR   | 20 квітня 2012 р. | Кенія      | Глина    | Вероніка Набвіре Осого      | Виграш  | 6–0, 6–0           |
| 2012 Europe/Africa Zone         | P/O  | 21 квітня 2012 р. | Туніс      | Глина    | Унс Джабір                  | Програш | 3–6, 5–7           |
| 2014 Europe/Africa Zone Group 3 | RR   | 5 лютого 2014 р.  | Ісландія   | Хард (i) | Хьордіс Роза Гудмундсдоттір | Виграш  | 6–1, 6–0           |
| 2014 Europe/Africa Zone Group 3 | RR   | 7 лютого 2014 р.  | Мальта     | Хард (i) | Катріна Саммут              | Виграш  | 6–3, 6–0           |
| 2014 Europe/Africa Zone Group 3 | P/O  | 8 лютого 2014 р.  | Греція     | Хард (i) | Марія Саккарі               | Виграш  | 4–6, 6–3, 6–2      |

### Виступи у парному розряді (7–2)
| Кубок                           | Коло | Дата              | Проведення | Покриття | Партнерка       | Суперниці                                          | В/П     | Результат     |
| ------------------------------- | ---- | ----------------- | ---------- | -------- | --------------- | -------------------------------------------------- | ------- | ------------- |
| 2010 Europe/Africa Zone         | RR   | 21 квітня 2010 р. | Мальта     | Глина    | Джулія Моріарті | Кімберлі Кассар Елейн Дженовезе                    | Виграш  | 7–6(7–1), 6–2 |
| 2011 Europe/Africa Zone         | RR   | 3 травня 2011 р.  | Норвегія   | Глина    | Лінсі Маккалоу  | Ульрікке Ейкері Кароліне Роде-Мое                  | Програш | 1–6, 1–6      |
| 2011 Europe/Africa Zone         | RR   | 6 травня 2011 р.  | Туніс      | Глина    | Лінсі Маккалоу  | Сонія Даггоу Унс Джабір                            | Програш | 2–6, 2–6      |
| 2012 Europe/Africa Zone         | RR   | 19 квітня 2012 р. | Вірменія   | Глина    | Дженні Клеффі   | Ані Амірагян Анна Мовсісян                         | Виграш  | 6–1, 4–6, 6–3 |
| 2012 Europe/Africa Zone         | RR   | 20 квітня 2012 р. | Кенія      | Глина    | Лінсі Маккалоу  | Керолайн Одуор Мішель Керубо Онянча                | Виграш  | 6–1, 6–0      |
| 2012 Europe/Africa Zone         | P/O  | 21 квітня 2012 р. | Туніс      | Глина    | Дженні Клеффі   | Унс Джабір Моуна Джебрі                            | Виграш  | 6–1, 6–1      |
| 2014 Europe/Africa Zone Group 3 | RR   | 5 лютого 2014 р.  | Ісландія   | Хард (i) | Рейчел Діллон   | Хьордіс Роза Гудмундсдоттір Сандра Крістіансдоттір | Виграш  | 6–1, 6–1      |
| 2014 Europe/Africa Zone Group 3 | RR   | 7 лютого 2014 р.  | Мальта     | Хард (i) | Рейчел Діллон   | Розанна Дімех Елейн Дженовезе                      | Виграш  | 6–1, 6–1      |
| 2014 Europe/Africa Zone Group 3 | P/O  | 8 лютого 2014 р.  | Греція     | Хард (i) | Рейчел Діллон   | Валентіні Грамматікопулу Марія Саккарі             | Виграш  | 6–4, 6–3      |